# Caelorrhina thoreyi
Caelorrhina thoreyi är en skalbaggsart som beskrevs av Hermann Rudolph Schaum 1841. Caelorrhina thoreyi ingår i släktet Caelorrhina och familjen Cetoniidae. Inga underarter finns listade.